# Sambafieber
Sambafieber ist eine US-amerikanische Musicalkomödie aus dem Jahr 1946 von S. Sylvan Simon mit Evelyn Keyes und Keenan Wynn in den Hauptrollen.

## Handlung
Bevor er sein neues Musical nach New York bringt, probiert Bühnenproduzent Steve Farraugh seine neue Show in Rio de Janeiro aus. Der Star der Show, Linda Lorens, ist in Steve verliebt, aber Steve hängt immer noch an seiner Ex-Frau Vicki Dean, eine versierte Regisseurin. Bandleader Tito Guízar ist unterdessen von Linda begeistert, aber sie schenkt ihm keine Beachtung. 
Um Steves Unterschrift auf den endgültigen Scheidungspapieren zu erhalten, kommt Vicki mit ihrem neuen Verlobten, dem biederen Zahnpastahersteller John Harbour, nach Rio. Obwohl Steve die Papiere bereits einmal unterschrieben hat, ist Vicki zurückgekehrt, um sicherzustellen, dass er sie unterschreibt, ohne seinen mit verschwindender Tinte gefüllten Stift zu benutzen. Steve spielt auf Zeit um seine Ex-Frau zurückzugewinnen, indem er das Finale der Show absichtlich zu einem solchen Flop macht, dass sie dem Drang, das Problem zu beheben, nicht widerstehen kann. Vicki durchschaut jedoch Steves Plan, ihre Liebe zum Showbusiness auszunutzen, und verlangt, dass er die Papiere sofort unterschreibt. Trotz seiner größten Bemühungen, John abzuschrecken, gibt Steve schließlich seine Niederlage zu und erfüllt Vickis Wunsch. 
Nachdem er die Papiere unterschrieben hat, beauftragt Steve den Taxifahrer Irkie Bowers, sie John und Vicki zusammen mit ihren Flugtickets zu stehlen, gerade als sie Rio verlassen wollen. Da die Polizei mit Steve sympathisiert, bleibt Vicki keine andere Wahl, als sein Hilfsangebot anzunehmen. Als Gegenleistung soll sie die Showtruppe bei den Proben leiten. Steves Plan geht jedoch schief, als Irkie herausfindet, dass der Scheck, den Steve ihm gegeben hat, mit verschwindender Tinte unterschrieben ist. Irkie kehrt auf der Suche nach Rache in Steves Club zurück und erzählt Linda von Steves Plan. Gemeinsam suchen Linda und Irkie nach Steve, der sich Vicki und John auf einer Besichtigungstour angeschlossen hat. Chaos entsteht, als Irkie versucht, Steves Brieftasche wegzunehmen. Die Polizei trifft gerade ein, als es zu einer Schlägerei kommt. Steve wirft einem brasilianischen Passanten schnell seine Brieftasche in den Schoß. Alle außer Steve werden verhaftet. Bevor er seine Freunde rettet, lässt Steve einen Fotografen John hinter Gittern fotografieren. Der daraus resultierende internationale Skandal zwingt John, sofort nach Buenos Aires aufzubrechen, um die Auflösung eines wichtigen Geschäftsabkommens zu verhindern. 
Als der Brasilianer, der Steves Brieftasche gefunden hat, versucht, sie seinem Besitzer zurückzugeben, gelingt es Linda, sie abzufangen, indem sie dem Mann erzählt, dass sie Steves Frau ist. Steve versucht, Linda die Brieftasche abzunehmen, aber sie besteht darauf, sie Vicki zu geben. Nachdem sein Plan nun vollständig aufgedeckt ist, gibt Steve auf und gesteht Vicki seinen Plan, während er gleichzeitig darauf besteht, dass seine Tricks in der Hoffnung durchgeführt wurden, sie zurückzugewinnen. Steves Pechsträhne endet, als er erfährt, dass Vicki schon immer wusste, dass seine verschwundene Tintenunterschrift mit Zitronensaft wieder zum Leben erweckt werden könnte. Jetzt erkennt er, dass sie nach Rio gekommen ist, weil sie ihn liebt.

## Hintergrund
Gedreht wurde der Film vom 20. April bis zum 25. Juni 1946.
Für die Produktion lieh Columbia den Schauspieler Keenan Wynn, den Regisseur S. Sylvan Simon und den Choreografen Eugene Loring von Metro-Goldwyn-Mayer und den Schauspieler Allyn Joslyn 20th Century Fox aus. 
Aus einer Pressemitteilung vor der Produktion geht hervor, dass Melvyn Douglas ursprünglich für die Rolle von Keenan Wynn vorgesehen war. Lee Bowman ersetzte Douglas, verließ den Film jedoch Ende April wegen einer Krankheit.
Stephen Goosson, Van Nest Polglase und A. Leslie Thomas oblag die künstlerische Leitung. James Crowe und Robert Priestley waren für das Szenenbild zuständig, Jean Louis für die Kostüme.

## Musik
Folgende Songs wurden im Film gespielt:
- Custom House, Man Is Brother to a Mule und The Thrill of Brazil von Allan Roberts und Doris Fisher
- Linda mujer von Rafael Duchesne
- Minute Samba von Enric Madriguera
- Mucho dinero von Enric Madriguera und Albert Gamse

Saul Chaplin war als Textarrangeur tätig.

## Synchronisation
Die deutsche Synchronfassung entstand im Auftrag der Motion Picture Export Association in Berlin.
| Rolle             | Schauspieler   | Deutscher Synchronsprecher |
| ----------------- | -------------- | -------------------------- |
| Vicki Dean        | Evelyn Keyes   | Carola Höhn                |
| Steve Farraugh    | Keenan Wynn    | Georg Thomalla             |
| Linda Lorens      | Ann Miller     | Inge Keller                |
| John Habour       | Allyn Joslyn   | Erich Fiedler              |
| Ludwig Kriegspiel | Felix Bressart | Ewald Wenck                |
| Irkie Bowers      | Sid Tomack     | Walter Gross               |

## Veröffentlichung
Die Premiere des Films fand am 5. September 1946 in New York statt. In der Bundesrepublik Deutschland kam er am 31. Dezember 1949 in die Kinos, in Österreich am 17. Februar 1950.

## Kritiken
Bosley Crowther von der The New York Times schrieb, die Autoren müssen unter dem Missverständnis gelitten haben, dass ein bisschen Humor in einer romantischen Komödie, die reichlich mit Musik und Tanz garniert ist, fehl am Platz wäre. S. Sylvan Simons Regie sei geschickt genug, um dem Film ein Gefühl von Tempo zu verleihen, aber man könne sich des Eindrucks nicht erwehren, dass die Darsteller trotz ihrer schnellen Bewegungen einfach nicht weiterkommen oder irgendetwas tun, das bestenfalls mehr als einigermaßen unterhaltsam sei.
Der Kritiker des TV Guide sah ein wenig spannendes Musical. Obwohl die Handlung hauchdünn sei, werde das Unbehagen der Zuschauer durch einige der besten Stepptänze, die Ann Miller je gemacht hat, deutlich gemildert.
Das Lexikon des internationalen Films schrieb: „Belanglose Ehekomödie, die mit südamerikanischen Rhythmen und folkloristisch eingefärbten Revueszenen halbwegs auf Touren gebracht wird.“